# Kaple Panny Marie (Kunčice nad Labem)
Kaple Panny Marie je římskokatolická kaple v obci Kunčice nad Labem. Patří do děkanství Vrchlabí. Kaple je od 13. srpna 2015 chráněna jako kulturní památka České republiky.

## Historie a architektura
Kaple je z roku 1847. Roku 1906, kdy kapacita přestala farníkům postačovat, byla kaple rozšířena po vzoru kaple v sousední Klášterské Lhotě o hrázděnou přístavbu lodě.

## Architektura
Klasicistní stavba z červeného pískovce s trojbokým závěrem, který je však zevnitř půlkruhový. Nároží závěru zdůrazňují ploché pilastry. Kaple je zaklenuta plackou, závěr pak konchou. Kapli osvětlují z obou stran půlkruhová okna. Z hřebene střechy vyrůstá osmiboká zvonička s lucernou a jehlanovou střechou.

## Bohoslužby
Bohoslužby se v kapli konají příležitostně.